# Sprevaner

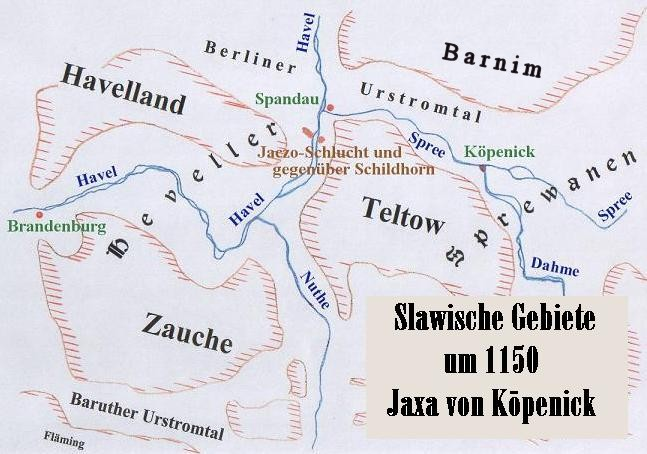
Sprevanernas och hevellernas områden omkring år 1150

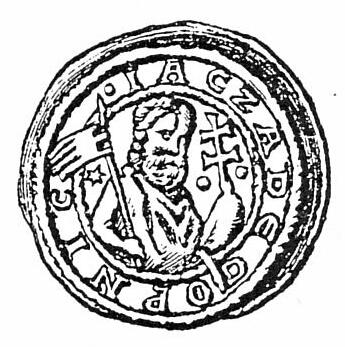
I Köpenick har man hittat brakteater med namnet på den sista sprevanska fursten:
Jacza de Copnic (el. Jaxa av Köpenick)

Sprevaner var vender, västslaver, som en gång bodde i området för dagens Berlin.

## Historia
Sprevanerna slog sig från 600-talet e.Kr. ned runt floden Spree. Sprevanernas huvudort vid Spree bildade ursprunget till staden Köpenick, som idag är en stadsdel i östra Berlin. De bebodde även Barnim och östra Teltow, landskapen på platåerna norr respektive söder om Spree.
Väster om sprevanernas område låg hevellernas område. Ursprunget till dagens Berlin skapades där en viktig handelsväg gick mellan sprevanernas och hevellernas områden.
Sprevanernas furstendöme varade fram till senare delen av 1100-talet. Efter fursten Jaxa av Köpenicks död år 1176, hamnade det först under pommerskt inflytande och gick slutligen under i strider mot Markgrevskapet Meissen i samband med de många strider som vid denna tid pågick om makten i området. Efter det sexåriga Teltowkriget (1239–1245) var området en del av Markgrevskapet Brandenburg.